# Чемпіонат Європи з водних видів спорту 1989
Чемпіонат Європи з водних видів спорту 1989, 19-й за ліком, тривав з 15 до 20 серпня 1989 року в Бонні (ФРН). Розіграно нагороди з плавання (на довгій воді), стрибків у воду, синхронного плавання (жінки) і водного поло. 

## Таблиця медалей
*   Країна-господарка ( ФРН)
| Місце                | Країна               | Золото | Срібло | Бронза | Загалом |
| -------------------- | -------------------- | ------ | ------ | ------ | ------- |
| 1                    | НДР                  | 16     | 11     | 11     | 38      |
| 2                    | СРСР                 | 6      | 10     | 6      | 22      |
| 3                    | Франція              | 4      | 4      | 1      | 9       |
| 4                    | Італія               | 4      | 1      | 6      | 11      |
| 5                    | Угорщина             | 3      | 4      | 1      | 8       |
| 6                    | ФРН*                 | 3      | 3      | 3      | 9       |
| 7                    | Нідерланди           | 2      | 4      | 3      | 9       |
| 8                    | Польща               | 2      | 2      | 2      | 6       |
| 9                    | Велика Британія      | 2      | 0      | 1      | 3       |
| 10                   | Іспанія              | 1      | 0      | 0      | 1       |
| 11                   | Югославія            | 0      | 1      | 1      | 2       |
| 12                   | Ірландія             | 0      | 1      | 0      | 1       |
| 12                   | Бельгія              | 0      | 1      | 0      | 1       |
| 12                   | Болгарія             | 0      | 1      | 0      | 1       |
| 15                   | Швейцарія            | 0      | 0      | 3      | 3       |
| 16                   | Данія                | 0      | 0      | 2      | 2       |
| 16                   | Швеція               | 0      | 0      | 2      | 2       |
| 18                   | Норвегія             | 0      | 0      | 1      | 1       |
| Загалом (18 збірних) | Загалом (18 збірних) | 43     | 43     | 43     | 129     |

## Плавання

### Чоловіки
| Дисципліна                      | Золото                                                                      | Золото    | Срібло                                                          | Срібло   | Бронза                                                                    | Бронза   |
| ------------------------------- | --------------------------------------------------------------------------- | --------- | --------------------------------------------------------------- | -------- | ------------------------------------------------------------------------- | -------- |
| 50 м вільним стилем             | Володимир Ткаченко СРСР                                                     | 22.64     | Євген Котряга СРСР                                              | 22.67    | Нільс Рудольф НДР                                                         | 22.76    |
| 100 м вільним стилем            | Джорджо Ламберті Італія                                                     | 49.24ER   | Юрій Башкатов СРСР                                              | 50.13    | Раймундас Мажуоліс СРСР                                                   | 50.15    |
| 200 м вільним стилем            | Джорджо Ламберті Італія                                                     | 1:46.69WR | Артур Войдат Польща                                             | 1:47.96  | Андерс Гольмертц Швеція                                                   | 1:48.06  |
| 400 м вільним стилем            | Артур Войдат Польща                                                         | 3:47.78   | Штефан Пфайффер ФРН                                             | 3:48.68  | Маріуш Подкощельний Польща                                                | 3:49.29  |
| 1500 м вільним стилем           | Єрґ Гоффманн НДР                                                            | 15:01.52  | Штефан Пфайффер ФРН                                             | 15:01.93 | Маріуш Подкощельний Польща                                                | 15:19.29 |
| 100 м на спині                  | Мартін Лопес-Суберо Іспанія                                                 | 56.44     | Сергій Заболотнов СРСР                                          | 56.45    | Дірк Ріхтер НДР                                                           | 56.52    |
| 200 м на спині                  | Стефано Баттістеллі Італія                                                  | 1:59.96   | Володимир Сельков СРСР                                          | 2:00.02  | Тіно Вебер НДР                                                            | 2:00.54  |
| 100 м брасом                    | Адріан Мургаус Велика Британія                                              | 1:01.71   | Дмитро Волков СРСР                                              | 1:01.94  | Нік Джиллінгем Велика Британія                                            | 1:02.12  |
| 200 м брасом                    | Нік Джиллінгем Велика Британія                                              | 2:12.90WR | Ґері О'Тул Ірландія                                             | 2:15.73  | Йожеф Сабо Угорщина                                                       | 2:16.05  |
| 100 м батерфляєм                | Рафал Шукала Польща                                                         | 54.47     | Брюно Гутцайт Франція                                           | 54.50    | Мартін Геррманн ФРН                                                       | 54.54    |
| 200 м батерфляєм                | Тамаш Дарньї Угорщина                                                       | 1:58.87   | Рафал Шукала Польща                                             | 2:00.62  | Матяж Козель Югославія                                                    | 2:00.73  |
| 200 м комплексом                | Тамаш Дарньї Угорщина                                                       | 2:01.03   | Райк Ганнеманн НДР                                              | 2:03.07  | Йозеф Гладкий ФРН                                                         | 2:03.21  |
| 400 м комплексом                | Тамаш Дарньї Угорщина                                                       | 4:15.25   | Патрік Кюль НДР                                                 | 4:16.08  | Стефано Баттістеллі Італія                                                | 4:19.13  |
| Естафета 4×100 м вільним стилем | ФРН Петер Зітт Андре Шадт Бенґт Цікарскі Б'єрн Цікарскі                     | 3:19.68   | Франція Стефан Карон Крістоф Кальфаян Лоран Невій Брюно Гутцайт | 3:19.73  | Швеція Томмі Вернер Андерс Гольмертц Гокан Карлссон Йоакім Гольмквіст     | 3:19.76  |
| Естафета 4×200 м вільним стилем | Італія Массімо Тревізан Роберто Глерія Джорджо Ламберті Стефано Баттістеллі | 7:15.39   | ФРН Петер Зітт Мартін Геррманн Ерік Гохштайн Штефан Пфайффер    | 7:17.38  | НДР Уве Даслер Андре Мацк Томас Флеммінґ Штеффен Цеснер                   | 7:17.79  |
| Естафета 4×100 м комплексом     | СРСР Сергій Заболотнов Дмитро Волков Вадим Ярощук Юрій Башкатов             | 3:41.44   | Франція Франк Шотт Седрік Пеніко Брюно Гутцайт Стефан Карон     | 3:43.09  | Італія Стефано Баттістеллі Джанні Мінервіні Марко Брайда Джорджо Ламберті | 3:43.14  |

### Жінки
| Дисципліна                      | Золото                                                           | Золото    | Срібло                                                                      | Срібло  | Бронза                                                              | Бронза  |
| ------------------------------- | ---------------------------------------------------------------- | --------- | --------------------------------------------------------------------------- | ------- | ------------------------------------------------------------------- | ------- |
| 50 м вільним стилем             | Катрін Плевінскі Франція                                         | 25.63     | Даніела Гунґер НДР                                                          | 25.64   | Катрін Майснер НДР                                                  | 25.87   |
| 100 м вільним стилем            | Катрін Майснер НДР                                               | 55.38     | Мануела Штельмах НДР                                                        | 55.40   | Маріанне Мейс Нідерланди                                            | 55.61   |
| 200 м вільним стилем            | Мануела Штельмах НДР                                             | 1:58.93   | Маріанне Мейс Нідерланди                                                    | 1:59.96 | Метте Якобсен Данія                                                 | 2:00.35 |
| 400 м вільним стилем            | Анке Мерінґ НДР                                                  | 4:05.84ER | Гайке Фрідріх НДР                                                           | 4:10.14 | Мануела Мелькіоррі Італія                                           | 4:10.89 |
| 800 м вільним стилем            | Анке Мерінґ НДР                                                  | 8:23.99   | Астрід Штраус НДР                                                           | 8:28.24 | Ірене Далбю Норвегія                                                | 8:28.59 |
| 100 м на спині                  | Крістін Отто НДР                                                 | 1:01.86   | Крістіна Егерсегі Угорщина                                                  | 1:02.44 | Аня Айхорст НДР                                                     | 1:03.10 |
| 200 м на спині                  | Даґмар Газе НДР                                                  | 2:12.46   | Крістіна Егерсегі Угорщина                                                  | 2:12.61 | Крістін Отто НДР                                                    | 2:14.29 |
| 100 м брасом                    | Зузанне Берніке НДР                                              | 1:09.55   | Таня Дангалакова                                                            | 1:09.65 | Мануела Далла Валле Італія                                          | 1:10.39 |
| 200 м брасом                    | Зузанне Берніке НДР                                              | 2:27.77   | Бріжитт Бекю Бельгія                                                        | 2:29.94 | Олена Волкова СРСР                                                  | 2:29.95 |
| 100 м батерфляєм                | Катрін Плевінскі Франція                                         | 59.08     | Жаклін Якоб НДР                                                             | 1:00.42 | Катлін Норд НДР                                                     | 1:00.81 |
| 200 м батерфляєм                | Катлін Норд НДР                                                  | 2:09.33   | Жаклін Якоб НДР                                                             | 2:10.94 | Метте Якобсен Данія                                                 | 2:12.63 |
| 200 м комплексом                | Даніела Гунґер НДР                                               | 2:13.26   | Маріанне Мейс Нідерланди                                                    | 2:15.85 | Мілдред Мейс Нідерланди                                             | 2:17.23 |
| 400 м комплексом                | Даніела Гунґер НДР                                               | 4:41.82   | Крістіна Егерсегі Угорщина                                                  | 4:44.75 | Ґріт Мюллер НДР                                                     | 4:46.06 |
| Естафета 4×100 м вільним стилем | НДР Катрін Майснер Мануела Штельмах Даніела Гунґер Гайке Фрідріх | 3:42.46   | Нідерланди Діана ван дер Платс Маріке Мастенбрук Мілдред Мейс Маріанне Мейс | 3:43.66 | ФРН Катя Ціліокс Зузанне Шустер Маріон Айцпорс Бірґіт Лоберґ-Шульц  | 3:46.15 |
| Естафета 4×200 м вільним стилем | НДР Анке Мерінґ Мануела Штельмах Астрід Штраус Гайке Фрідріх     | 7:58.54   | Нідерланди Діана ван дер Платс Кірстен Сілвестер Мілдред Мейс Маріанне Мейс | 8:08.00 | Італія Таня Ванніні Орієтта Патрон Сільвія Персі Мануела Мелькіоррі | 8:10.49 |
| Естафета 4×100 м комплексом     | НДР Крістін Отто Зузанне Берніке Jaqueline Jacob Катрін Майснер  | 4:07.40   | Італія Лоренца Вігарані Мануела Далла Валле Мануела Каросі Сільвія Персі    | 4:10.78 | Нідерланди Еллен Елзерман Кіра Бултен Юдіт Анема Маріанне Мейс      | 4:11.53 |

## Стрибки у воду

### Чоловіки
| Дисципліна    | Золото                  | Золото | Срібло                    | Срібло | Бронза                    | Бронза |
| ------------- | ----------------------- | ------ | ------------------------- | ------ | ------------------------- | ------ |
| Трамплін, 1 м | Едвін Йонґеянс (NED)    | 394.08 | Валерій Стаценко (URS)    | 378.24 | Олександр Гладченко (URS) | 363.24 |
| Трамплін, 3 м | Альбін Кіллат (FRG)     | 672.75 | Олександр Гладченко (URS) | 666.42 | Ян Гемпель (GDR)          | 663.84 |
| Вишка, 10 м   | Георгій Чоговадзе (URS) | 639.69 | Ян Гемпель (GDR)          | 578.43 | Володимир Тимошинін (URS) | 572.40 |

### Жінки
| Дисципліна    | Золото               | Золото | Срібло              | Срібло | Бронза                   | Бронза |
| ------------- | -------------------- | ------ | ------------------- | ------ | ------------------------ | ------ |
| Трамплін, 1 м | Ірина Лашко (URS)    | 278.46 | Бріта Бальдус (GDR) | 267.24 | Марина Бабкова (URS)     | 216.00 |
| Трамплін, 3 м | Марина Бабкова (URS) | 514.23 | Бріта Бальдус (GDR) | 510.72 | Світлана Алексєєва (URS) | 486.09 |
| Вишка, 10 м   | Уте Веціґ (GDR)      | 403.35 | Інга Афоніна (URS)  | 400.83 | Яна Айхлер (GDR)         | 399.55 |

## Синхронне плавання
| Дисципліна | Золото | Золото  | Срібло | Срібло  | Бронза | Бронза  |
| ---------- | --- | ------- | --- | ------- | --- | ------- |
| Соло       | Хрістіна Фаласініді (URS)                                                                                                  | 184.56  | Карін Шулер (FRA) | 182.87  | Карін Зінґер (SUI) | 181.83  |
| Дуети      | Маріанн Ешбахер і Карін Шулер (FRA)                                                                                        | 182.502 | Марія Черняєва і Олена Фощевська (URS) | 179.970 | Едіт Босс і Карін Зінґер (SUI) | 179.652 |
| Групи      | Франція (FRA) Карін Шулер Маріанн Ешбахер Анн Капрон Гаель Келен Селін Левек Анн-Каролін Матьє Анні Ліньйо Марі-Анж Брукер | 180.365 | СРСР (URS) Хрістіна Фаласініді Марія Черняєва Олена Фощевська Віра Артьомова Олена Долженко Ольга Пилипчук Ганна Максимова Катерина Лаврик | 179.945 | Швейцарія (SUI) Карін Зінґер Едіт Босс Клаудія Печінка Клаудія Мюральт Хрістіне Ліппунер Зімоне Ліппунер Кароліне Імобердорф Даніела Йорді | 174.080 |

## Водне поло
| Дисципліна                   | Золото | Срібло    | Бронза |
| ---------------------------- | ------ | --------- | ------ |
| Командна першість (чоловіки) | ФРН    | Югославія | Італія |

| Дисципліна                | Золото     | Срібло   | Бронза  |
| ------------------------- | ---------- | -------- | ------- |
| Командна першість (жінки) | Нідерланди | Угорщина | Франція |